# 豪農の館 内山邸
豪農の館 内山邸（ごうのうのやかた うちやまてい）、通称内山邸は、富山県富山市宮尾903番地にある邸宅・資料館。富山藩時代の豪農屋敷を活用しており、富山市新庄の「薬種商の館 金岡邸」とともに富山県民会館の分館として一般に開放されている。
1977年8月に富山県に寄附され、1978年10月1日に富山県民会館分館として開館した。1998年7月23日に国の登録有形文化財に登録され、同年8月4日にその旨が告示された。

## 概要
富山藩時代に越中一千石地主と言われた古民家で、1868年に建設された。どっしりとした門構えが特徴で、瓦葺き切妻造りの木造一部二階建ての母屋、藩政時代の伝統的な豪農屋敷の構えと生活様式を残す農作業の小屋、茶室が3ヶ所、名石や庭木を配置した宏大な庭園。内部では美術品、民族資料等を富山県民共通の文化遺産として保存している。県民会館の分館であるため一般の観覧が可能で、お茶、お花等の文化的諸行事の開催の場として使用されている。
庭園の東側にある『梅園』は3月中旬 - 下旬に梅が見頃を迎える。

## 営業時間など
- 営業時間：9時半 - 17時（入館は16時半まで）、火曜日と年末年始は休業[5]。
- 料金：大人200円、生徒児童、70歳以上の方、各種手帳をお持ちの障がい者の方及び付添い1名は無料[5]。
- 駐車場：43台（無料）[5]。

## アクセス
- マイカー：富山駅から約10分、北陸自動車道富山インターチェンジから約30分、富山きときと空港から約30分[5]。
- バス：富山駅から地鉄バス「八幡経由四方行」住吉内山邸口下車、徒歩約20分[5]。